# Urbain Grandier
Pour les articles homonymes, voir Grandier.
Urbain Grandier, né vers 1590 à Bouère et mort sur le bûcher le 18 août 1634 à Loudun, est un prêtre français condamné pour sorcellerie dans l'affaire des démons de Loudun.

## Biographie
Fils d’un notaire royal de Sablé-sur-Sarthe, Grandier fut, après son noviciat, nommé à vingt-sept ans curé de l’église Saint-Pierre-du-Marché et chanoine de l’église Sainte-Croix de Loudun, dans le diocèse de Poitiers, en juillet 1617. Cultivé, ses sermons de dimanche marqués par sa liberté de pensée déplacent les foules. Il acquiert une réputation de séducteur et il a plusieurs relations sexuelles et affectives avec des femmes : il met enceinte la fille du procureur du roi Louis Trincant, élève de quinze ans à qui il enseigne le latin, puis l'abandonne pour se mettre en ménage avec Madeleine de Brou, orpheline issue de la petite noblesse dont il a la charge spirituelle et qu'il doit préparer à prendre le voile. Comme ils sont amoureux l'un de l'autre, Madeleine de Brou réclame le mariage. Grandier construit tout un argumentaire dans un pamphlet, le Traité contre le célibat des prêtres, alors que l'Église catholique mène sa Contre-Réforme, pour pouvoir l'épouser secrètement en tenant le rôle du marié, du prêtre officiant et du témoin. Arrêté pour débauche, Grandier gagne son premier procès et revient à Loudun. 
La mère supérieure Jeanne des Anges, du couvent des Ursulines de Loudun, lui propose peu après de devenir confesseur de sa communauté. Grandier se récusant, la mère supérieure porte son choix sur le chanoine Mignon, ennemi de Grandier qui réprouve sa conduite. Pendant dix ans, le père Mignon et des notables de Loudun mènent une cabale contre le prêtre, enchaînant les procédures judiciaires pour « mauvaise vie, impiété ». Les historiens s'interrogent sur l'influence du cardinal de Richelieu dans cette affaire. Loudun était une cité où cohabitaient réformés et catholiques, Richelieu voulait abattre son château, ce à quoi s'opposa Grandier. Enfin la ville de Loudun fut frappée par une épidémie de peste au début de 1632.  
Des religieuses de ce couvent l’accusent en septembre 1632 de les avoir ensorcelées, en leur envoyant, entre autres, le démon Asmodée, pour les amener à commettre des actes impudiques avec lui. Les critiques modernes qui ont étudié l’affaire estiment que les accusations ont commencé après le refus de Grandier de devenir le directeur de conscience du monastère, sans se douter que la mère supérieure, Sœur Jeanne des Anges, s'était éprise de lui après l’avoir vu de loin et avoir entendu parler de ses exploits amoureux. On pense que, mise hors d’elle par ce refus, Jeanne a proposé cette place de directeur au chanoine Mignon, ennemi juré de Grandier qu’elle accuse alors d’avoir employé la magie noire pour la séduire. Les autres nonnes se mettent peu à peu à lancer des accusations du même genre. Bien des érudits modernes y voient un cas de psychose collective. 
Grandier est arrêté, interrogé et jugé par un tribunal ecclésiastique, qui l’acquitte.  
Grandier s’est, pour l’avoir publiquement attaqué en paroles, attiré l’hostilité de Richelieu qui ordonne un nouveau procès, qu’il confie à un homme spécialement envoyé par lui :  le commissaire du roi Jean Martin de Laubardemont, un parent de la mère supérieure. La « procédure extraordinaire » imposée par Richelieu ne donne pas le droit à Grandier, arrêté de nouveau à Angers, de faire appel au Parlement de Paris. Interrogées une deuxième fois, les nonnes (et jusqu’à la mère supérieure) ne réitèrent pas leurs accusations, mais cela ne change rien au procès où tout est décidé d’avance.
Après avoir torturé Grandier aux brodequins, les juges (Laubardemont, Lactance, et Tranquille) produisent des documents prétendument signés par le prêtre et plusieurs démons comme preuve qu’il a passé un pacte diabolique. Un des actes est écrit en latin et se donnait comme signé par Grandier ; un autre, presque illisible, comportant une foule de symboles étranges est « signé » par plusieurs démons avec leurs cachets, aussi bien que par Satan lui-même (une signature se lit nettement Satanas). On ne sait pas si Grandier a écrit ou signé de tels actes sous la contrainte, ou s’ils ont été entièrement contrefaits. 
Malgré la défense de son ami Claude Quillet, Grandier est reconnu coupable et condamné à mort. Malgré la torture, Grandier refuse d’avouer ce dont on l’accuse. Il est brûlé vif le 18 août 1634.

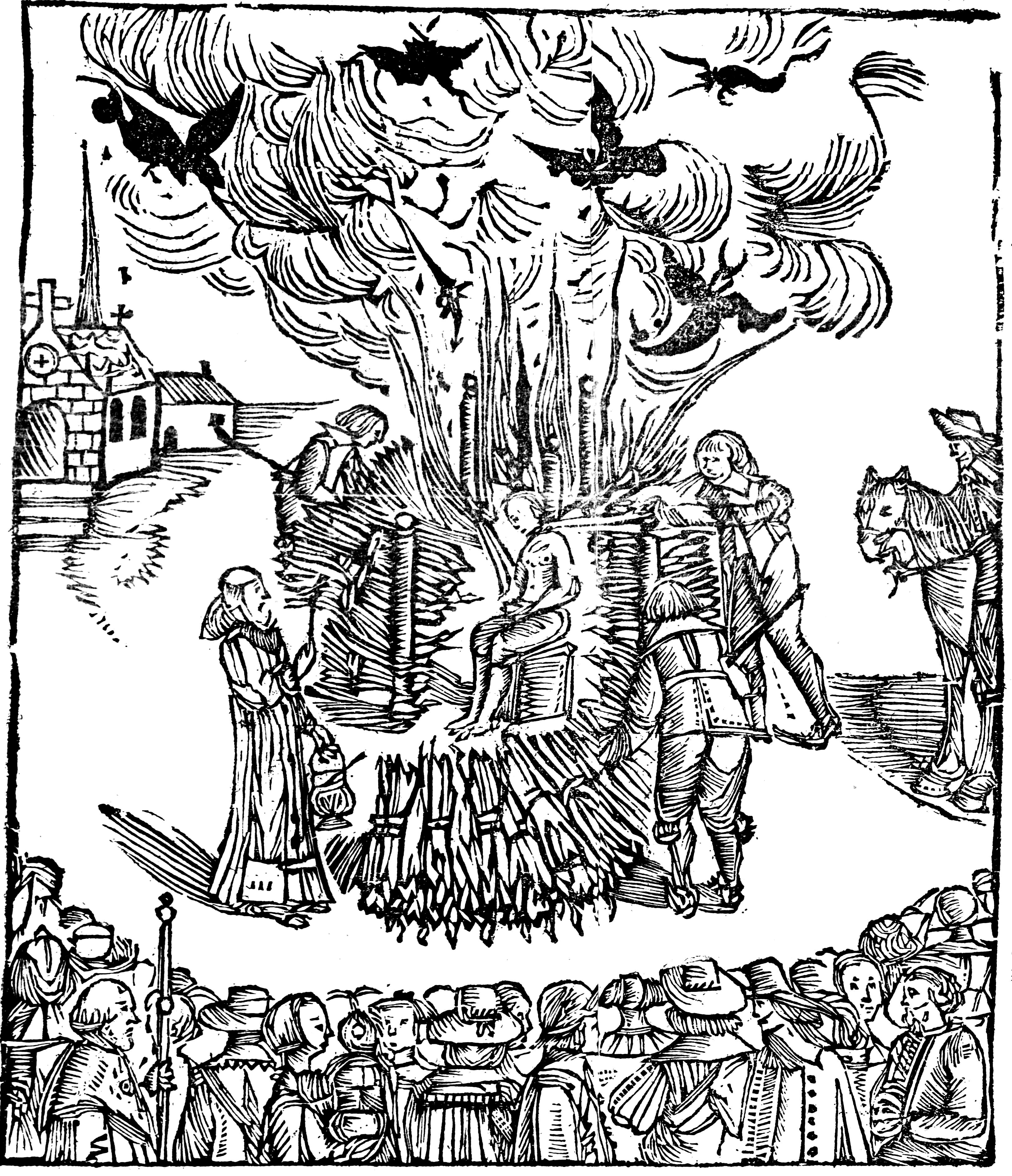
L'exécution de Grandier d'après une estampe poitevine de 1634.

Le lendemain de l’exécution, Madeleine de Brou se réfugie chez son beau-frère, à Montreuil-Bellay, elle en est ramenée le 3 septembre, et fait un mois de prison à Loudun. Elle est libérée grâce à l’intervention de sa famille auprès du tribunal des Grands Jours siégeant alors à Poitiers. Sur l’injonction prudente de Richelieu, Laubardemont doit arrêter la procédure intentée contre elle, le 28 novembre 1634.

## Publications
- Éloge funèbre de Scévole de Sainte-Marthe, prononcé le 11 septembre 1623, dans l’église de Saint-Pierre de Loudun, Paris, 1629.

On lui a faussement attribué le libelle intitulé :
- Lettre de la cordonnière de la Reine-mère à Monsieur de Barradas (page de Louis XIII),  1634. Cette lettre, signée Catherine d’Amour, ci-devant cordonnière de la Reine mère, était injurieuse à la personne et à la naissance du cardinal de Richelieu ; Grandier fut accusé d’en être l’auteur.

### Documents officiels
- Arrest de condemnation de mort contre maistre Urbain Grandier sur le site de la Bibliothèque nationale de France.
- Urbain Grandier et les possédées de Loudun sur le site de Gallica

## Bibliographie et adaptations

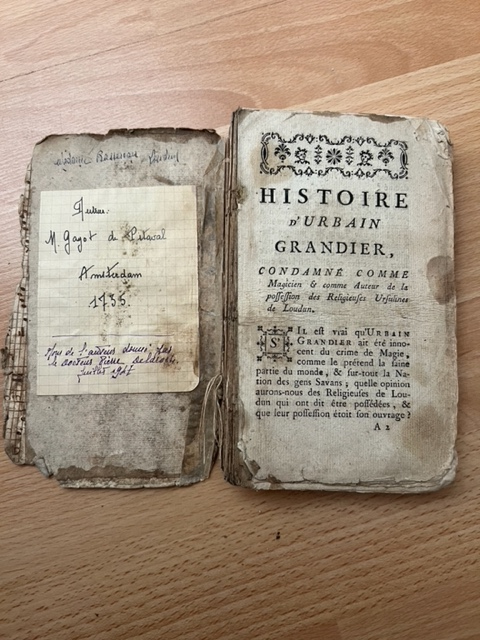
Histoire d'Urbain Grandier.